# Feldkirchs stift

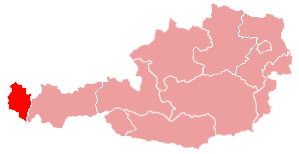
Feldkirchs stift är Österrikes västligaste.

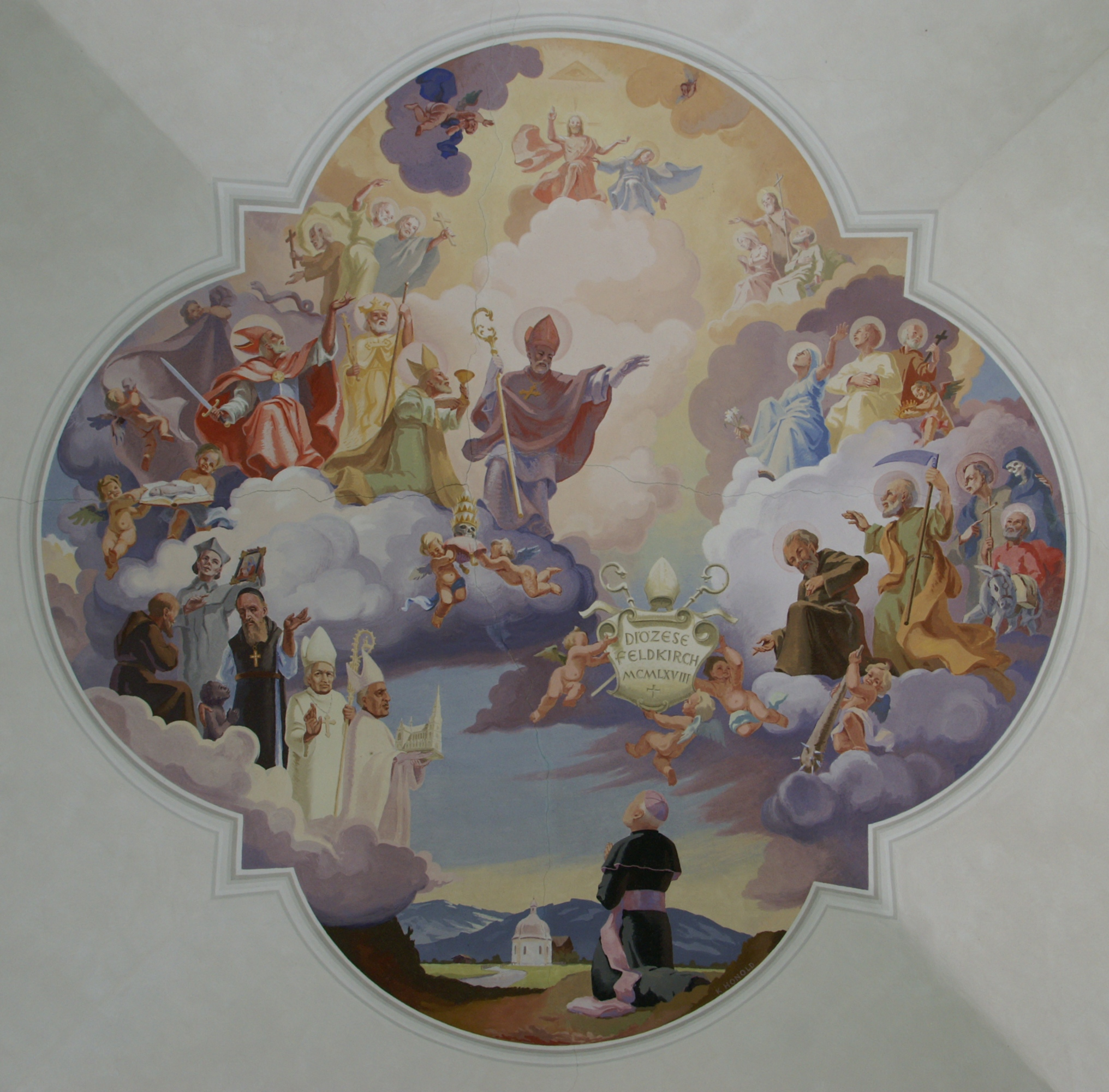
Feldkirchs stift skapas. Fresk i ett kapell samhället Lingenau i Bregenz, av Konrad Honold (1918-2007).

Feldkirchs stift är det stift inom Romersk-katolska kyrkan i Österrike som geografiskt motsvarar Österrikes västligaste förbundsland Vorarlberg. Stiftet ingår i Salzburgs kyrkoprovins och har säte i Feldkirch. Domkyrka är Dompfarrkirche Sankt Nikolaus (Feldkirchs domkyrka/Sankt Nikolaus domkyrka). Stiftets 125 församlingar är indelade i nio dekanat. 2013 hade stiftet 139 stiftspräster, 61 ordenspräster och 23 permanenta diakoner. 
Klostret Wettingen-Mehrerau ligger inom Feldkirchs stifts geografiska gränser, men lyder inte under stiftet utan utgör en egen förvaltning.

## Historia
Vorarlberg var ursprungligen uppdelat på tre olika stift. De sydligare delarna tillhörde Churs stift, som idag är helt och hållet schweiziskt, de norra delarna tillhörde Konstanz stift/Konstanz biskopsdöme och de nordostliga Augsburgs stift i Bayern. Kejsaren Josef II (1741-1790) försökte förgäves påverka de utländska stiften. I Vorarlberg byggde man därför upp ett apostoliskt vikariat, med säte i Feldkirch. Efter första världskriget tillföll Brixen Italien, och därmed återstod det apostoliska vikariatet Innsbruck-Feldkirch som från 1925 lydde direkt under den Heliga stolen. 6 augusti 1964 upphöjdes det apostoliska vikariatet till Innsbrucks stift, som då även innehöll Vorarlberg. I december 1968 knoppade påve Paulus VI av Feldkirchs stift.

## Biskopar

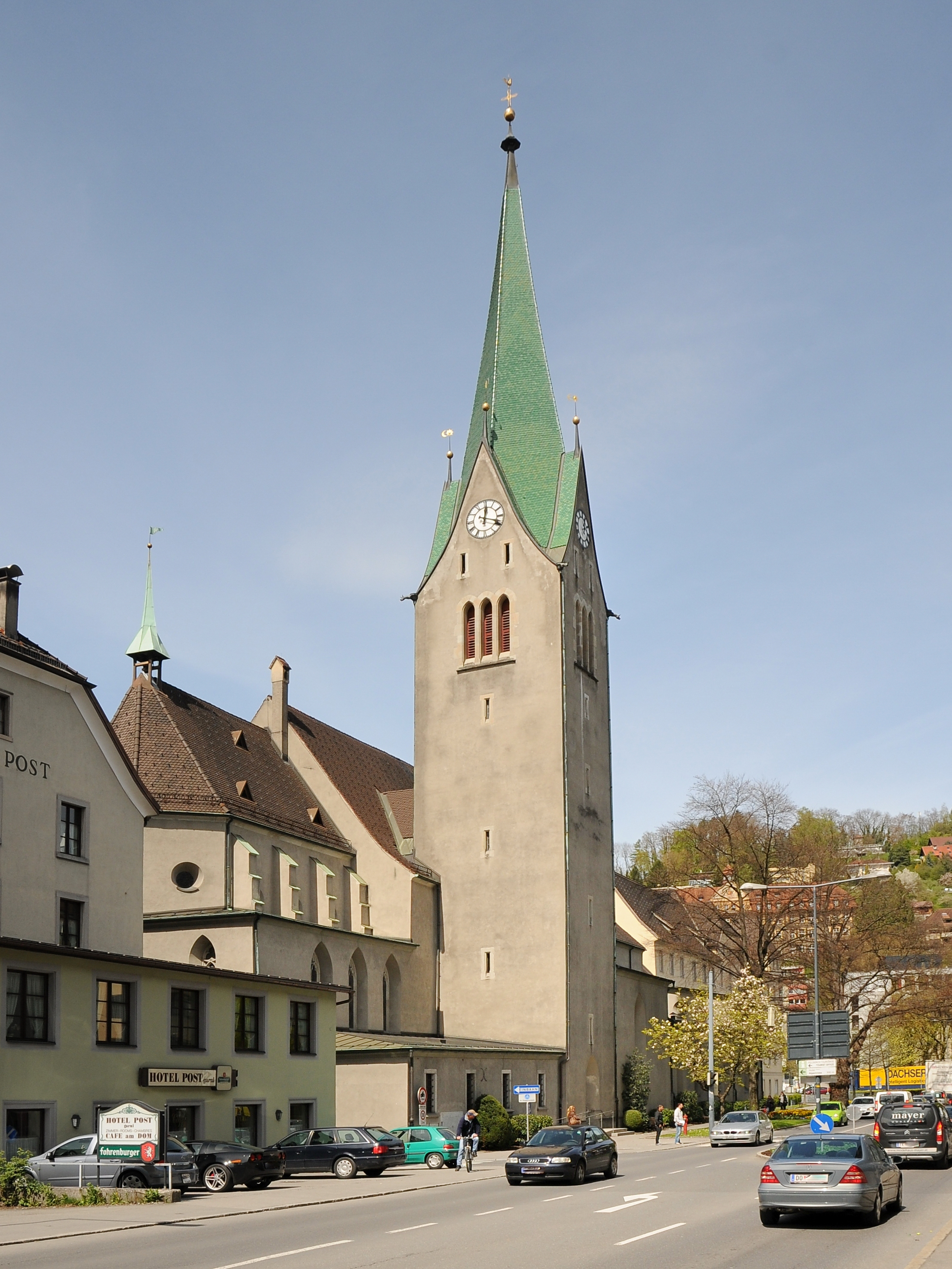
Domkyrkan i Feldkirch, Dompfarrkirche Sankt Nikolaus.

Bland de apostoliska vikarierna och generalvikarierna finns 
- Bernhard Galura, generalvikarie i Feldkirch 1118-1829, sedan furstbiskop av Brixen
- Johann Nepomuk von Tschiderer, apostolisk vikarie i Feldkirch 1832-1834. Sedermera furstbiskop av Trento

### Biskopar av Feldkirch
- Bruno Wechner, 1968-1989
- Klaus Küng, 1989-2004
- Elmar Fischer, 2005-2011
- Benno Elbs, administrerade stiftet från 2011, biskop från 2013[1][2]-